# Gerhard Krems
Gerhard Krems (Dresden, 4 de maio de 1920 — Berlim, 12 de fevereiro de 2017) foi um piloto de bombardeiro alemão da Luftwaffe e recebeu a Cruz de Cavaleiro da Cruz de Ferro durante a Segunda Guerra Mundial.

## Carreira
Nascido em 4 de maio de 1920, Gerhard Krems juntou-se à Luftwaffe em 9 de novembro de 1938 e iniciou seu treinamento de piloto em 15 de março ao ser enviado para a Luftkriegsschule 2 (LKS 2), situada em Gatow, Berlim.
Após completar seu treinamento de voo por instrumentos em 15 de abril de 1940, Krems começou seu treinamento operacional no dia seguinte, utilizando um Dornier Do 17 na Escola de Reconhecimento Aéreo de Grossenhain. Promovido a Leutnant em 1 de junho, Krems juntou-se ao Stabsstaffel/KG 27 (Kampfgeschwader 27), então sediada na França. Durante a Batalha da Grã-Bretanha, Krems completou nada menos que 39 missões de combate sobre o Canal da Mancha e Inglaterra, a maioria a bordo do Heinkel He 111 "IG+BA", sendo condecorado com a Cruz de Ferro de 2.ª Classe em 21 de outubro e com a Cruz de Ferro de 1.ª Classe em 18 de novembro.
Agraciado também com o Distintivo de Voo do Fronte da Luftwaffe em Bronze em 22 de abril de 1941, Krems executaria a última destas missões sobre as ilhas britânicas no dia seguinte, após o que sua unidade foi deslocada para o Leste a fim de tomar parte na invasão da União Soviética. Com o início da Operação Barbarossa, Krems passaria a executar inúmeras missões sobre território inimigo, recebendo o Distintivo de Voo do Fronte da Luftwaffe em Prata no dia 25 de julho, após sua 60.ª missão de combate e Distintivo em Ouro em 10 de outubro, após sua 110.ª missão. Alguns dias mais tarde, em 26 de outubro, ele seria agraciado com o Troféu de Honra da Luftwaffe.
Transferido para o 2./KG 27 (2.º Staffel da Kampfgeschwader 27) em 27 de janeiro de 1942, Gerhard Krems se tornou o primeiro piloto de sua unidade a ser agraciado com a Cruz de Cavaleiro da Cruz de Ferro, em 25 de maio de 1942. Seguiram-se a Medalha Oriental em 25 de novembro e o Distintivo de Voo do Fronte da Luftwaffe em Ouro com Flâmula no dia 20. de dezembro, após completar mais de 200 missões de combate. Continuando a lutar na frente russa, inclusive durante as campanhas defensivas, Krems também recebeu o Escudo da Crimeia, por sua participação na Campanha da Crimeia. No entanto, promovido a Hauptmann, ele seria transferido para o Comando do I. Fliegerkorps, onde atuou no Stab do Oficial de Operações, a partir de 21 de maio de 1944. Krems permaneceria nesse posto até o final da guerra na Europa, em 8 de maio de 1945.
Capturado pelos soviéticos, Gerhard Krems permaneceu como prisioneiro de guerra até 20 de outubro de 1945, quando foi libertado. Tendo executado um total de 250 missões de combate durante a Segunda Guerra Mundial, Krems não retornou a servir nas Forças Armadas alemãs no pós-guerra. O Hauptmann Gerhard Krems veio a falecer no dia 12 de fevereiro de 2017 em Berlim.

## Condecorações
- Cruz de Ferro (1939)
  - 2ª classe (21 de outubro de 1940)
  - 1ª classe (18 de novembro de 1940)
- Distintivo de Voo do Fronte da Luftwaffe
  - em Bronze (22 de abril de 1941)
  - em Prata (25 de julho de 1941)
  - em Ouro (10 de outubro de 1941)
  - em Ouro com Flâmula (20 de dezembro de 1942)
- Distintivo de Ferido em Preto (30 de junho de 1941)
- Troféu de Honra da Luftwaffe (26 de outubro de 1941)
- Medalha Oriental (25 de novembro de 1942)
- Escudo da Crimeia (25 de março de 1943)
- Cruz de Cavaleiro da Cruz de Ferro (25 de maio de 1942) como Leutnant e piloto no 2./KG 27[2]